# O něčem jiném
O Něčem Jiném de 1963 é o primeiro longa-metragem da diretora Věra Chytilová. O filme intercala duas narrativas aparentemente opostas: uma fictícia, da dona de casa Vera, e outra real, da ginasta multimedalhista checa, Eva Bosáková.
Juntamente de Černý Petr, de Milos Forman e Křik de Jaromil Jireš, Algo Diferente lança o movimento da Nova Onda do Cinema Tchecoslovaco - a chamada Nová Vlna.

## Antecedentes
Chytilová havia sido convidada para dirigir o roteiro original de Frantisek Kozik, sob o título de Horké Vavríny/Bitter Laurels, sobre a vida da famosa ginasta Eva Bosáková. Entretanto, Chytilová adapta o roteiro de Kozik em episódios de duas narrativas intercaladas.
O Escritório Central de Supervisão da Imprensa (Hlavní správa tiskového dohledu – HSTD) já demonstrava receio quanto aos métodos "amadores" de Chytilová - como o fato de começar a filmar antes do roteiro estar pronto e modificar totalmente o roteiro inicial na sala de edição - e também da representação da vida privada de Eva Bosáková como negativa.

## Sinopse
Duas histórias, uma documental, outra ficcional, desenrolam-se em paralelo: os preparativos da ginasta Eva Bosáková para o seu último campeonato mundial e a dona de casa Vera, que assume todo o trabalho doméstico de seu lar. As pressões sofridas por Eva e a falta de reconhecimento na vida de Vera são colocadas lado a lado, assim como os dois mundos igualmente dominados pelos homens.
Mesmo na linha narrativa fictícia, permanecem marcas do estilo do cinéma vérité, no uso de não atores e retratação do cotidiano banal. No entanto, a banalidade doméstica é deformada na edição, de modo a mostrar a vida insuportável por trás da "família perfeita".

Sobre essa natureza híbrida, Chytilová comenta: 
Eu realmente não sei aonde fica a fronteira entre um documentário e um longa-metragem com atores. Sabe, eu não conheço nenhum documentário que não tenha sido pelo menos parcialmente construído, encenado. Com certeza, veracidade não é o resultado de um método cinematográfico, é o resultado de uma ideia cinematográfica
As linhas narrativas nunca se encontram e suas conexões ocorrem por ideias visuais, sonoras e temáticas, que se mostram cada vez mais misteirosas, como observa Jacques Rivette, em entrevista à diretora.

## Elenco
- Eva Bosáková 	 Eva Bosáková, a ginasta [11]
- Vera Uzelacová 	 Vera, a dona de casa [11]
- Josef Langmiler 	 Josef, marido de Vera [11]
- Jirí Kodet 	 Jirka, amante de Vera [11]
- Milivoj Uzelac Jr. 	 Mylda, filho de Vera [11]
- Miroslava Matlochová 	 treinadora de Eva [11]
- Lubos Ogoun 	 treinador de Eva [11]
- Vladimir Bosak 	 Dr. Bosák, namorado de Eva [11]

## Distribuição
Entre 1963 e 1965, o filme Algo diferente foi distribuído em cinemas e em estações de televisão em 10 países diferentes (incluindo Bélgica, Noruega, Reino Unido, Egito e Lichtenstein.

### Recepção
- O filme recebeu o Grande Prêmio no Festival Internacional de Cinema Mannheim-Heidelberg de 1963[13]
- Uma crítica da época do lançamento, no jornal Le Monde destaca o humor e a técnica de Chytilová.[14]
- O filme também recebeu renome no século 21. Uma resenha pelo The Arts Desk no relançamento do DVD do filme em 2016 elogia a habilidade do filme de não se tornar pretencioso, graças ao trabalho colaborativo da direção de Chytilová com a fotografia em preto e branco de Jan Čuřík; a música de Jiří Šlitr; e a edição de Miroslav Hájek.[15] Uma resenha no Hyperallergic descreveu o filme somo "sútil e pungente"[16]